# Mens (España)
Mens (llamada oficialmente Santiago de Mens) es una parroquia del municipio de Malpica de Bergantiños, en la provincia de La Coruña, Galicia, España.

## Entidades de población
Entidades de población que forman parte de la parroquia:
- A Pía do Rei
- As Torres (As Torres de Mens)
- Asalo
- Badarra
- Bocelo
- Casas Novas (As Casas Novas)
- Mens
- O Barrio do Galo
- O Miñón
- O Oratorio
- O Requeixo
- O Rueiro
- Porto do Fondo
- Suhorta

## Demografía
| Gráfica de evolución demográfica de Mens entre 2000 y 2018 |
|                                                            |
| Población de derecho según el padrón municipal del INE     |